# Kaal-behaard
Kaal-behaard (Russisch: лысый — волосатый) is een lopende grap in de Russische politiek. Het verwijst naar de empirische regel dat een kale leider van Rusland telkens wordt opgevolgd door eentje met haar en omgekeerd. Dit regelmatige patroon kan teruggevoerd worden tot 1825, toen Nicolaas I zijn broer Alexander opvolgde als Tsaar. De zoon van Nicolaas I, Alexander II, vormde samen met zijn vader het eerste "kaal-behaard" opvolgingspatroon. De meest recente "kaal-behaard" voorbeelden zijn president Vladimir Poetin (die kalend is) en voormalig president Dmitri Medvedev (die een vol hoofd met haar heeft).

## Patroon
De grap verwijst ernaar dat er de laatste twee eeuwen een strikt patroon is in de Russische politiek. Een kale leider wordt opgevolgd door een leider met haar en omgedraaid wordt een leider met haar opgevolgd door een kale leider. Hoewel het patroon op toeval berust, houdt het al sinds 1825 stand.
| Kale leiders                    | Afbeelding | Behaarde leiders                  | Afbeelding |
| ------------------------------- | ---------- | --------------------------------- | ---------- |
| Nicolaas I (1825—1855)          |            | Alexander II (1855—1881)          |            |
| Alexander III (1881—1894)       |            | Nicolaas II (1894—1917)           |            |
| Georgi Lvov (1917)              |            | Aleksandr Kerenski (1917)         |            |
| Vladimir Lenin (1917—1924)      |            | Jozef Stalin (1924—1953)          |            |
| Nikita Chroesjtsjov (1953—1964) |            | Leonid Brezjnev (1964—1982)       |            |
| Joeri Andropov (1982—1984)      |            | Konstantin Tsjernenko (1984—1985) |            |
| Michail Gorbatsjov (1985—1991)  |            | Boris Jeltsin (1991—1999)         |            |
| Vladimir Poetin (2000—2008)     |            | Dmitri Medvedev (2008—2012)       |            |
| Vladimir Poetin (2012—heden)    |            |                                   |            |

## Andere patronen van opvolging in Rusland

### Man - Vrouw
Tussen 1682 en 1801 was er een strikt "man–vrouw" patroon van opvolging: Peter I, Catharina I, Peter II, Anna, Ivan VI, Elisabeth, Peter III, Catharina II, Paul I. Tsaar Paul I veranderde de regelgeving rond de opvolging van de troon, waardoor vrouwen uitgesloten werden van troonopvolging.

### Vermoord - gestorven
Van 1730 tot 1825 en apart van 1825 tot 1917 was er een "vermoord-gestorven" patroon van opvolging: Anna stierf, Ivan VI werd gedood, Elisabeth stierf, Peter III werd gedood, Catharina stierf, Paul werd gedood, Alexander I stierf. De volgorde werd verstoord toen Nicolaas I de Decembristenopstand wist te onderdrukken. Het werd hervat toen zijn zoon Alexander II werd gedood, Alexander III stierf, en Nicolaas II werd gedood.